# Хоружевцы (Лидский район)
Хоружевцы (бел. Хару́жаўцы) — деревня в Лидском районе Гродненской области Беларуси. В составе Дубровенского сельсовета.

## География
Ближайшие населённые пункты Бердовка, Волковцы и др.
Пролегает автомобильная дорога Н-6860.

## История
В 1904 году в Лидской волости Лидского уезда Виленской губернии.
До 17 марта 2023 года в составе Бердовского сельсовета.

## Население

### Численность
- 2019 год — 10 жителей

### Динамика
- 1999 год — 16 жителей (перепись населения)
- 2009 год — 6 жителей (перепись населения)[2]
- 2019 год — 10 жителей (перепись населения)

## Галерея

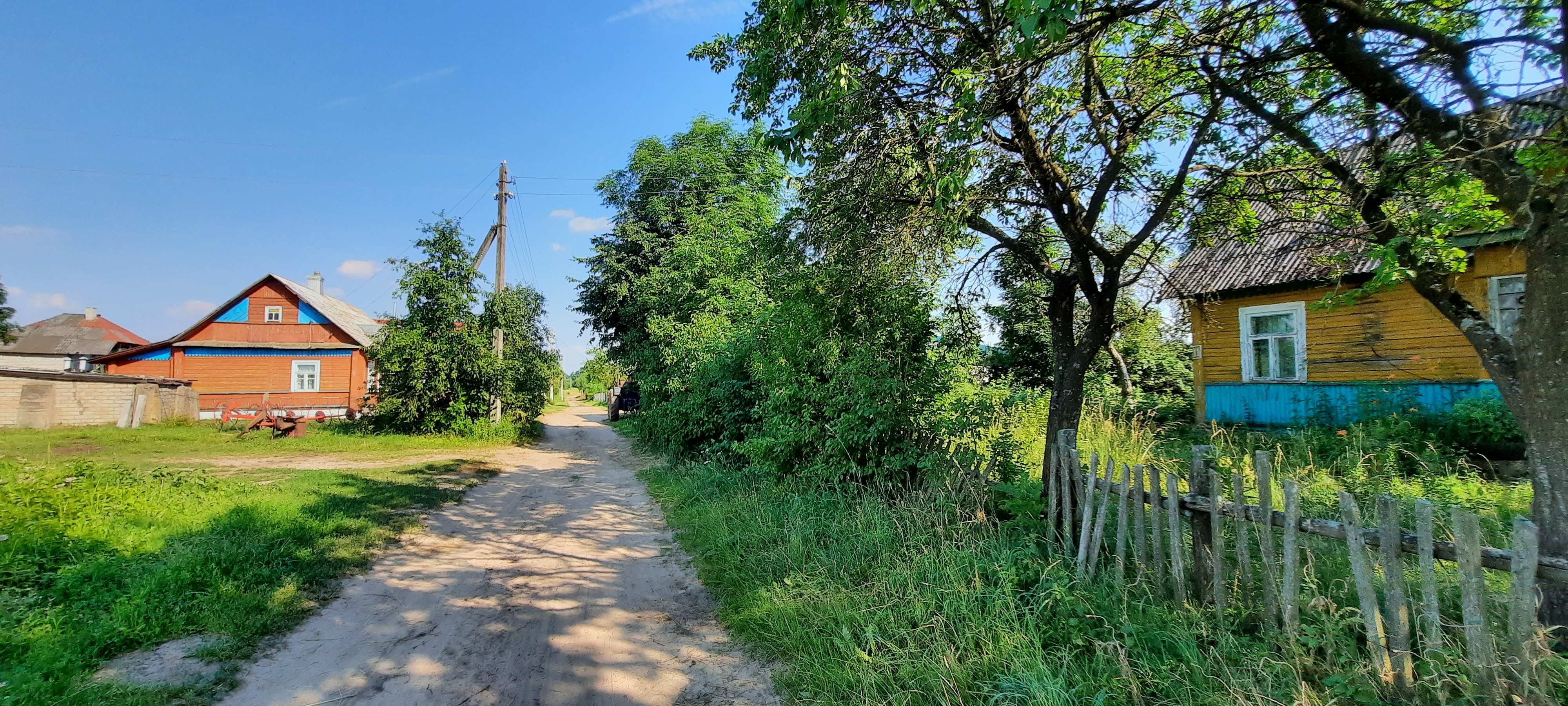
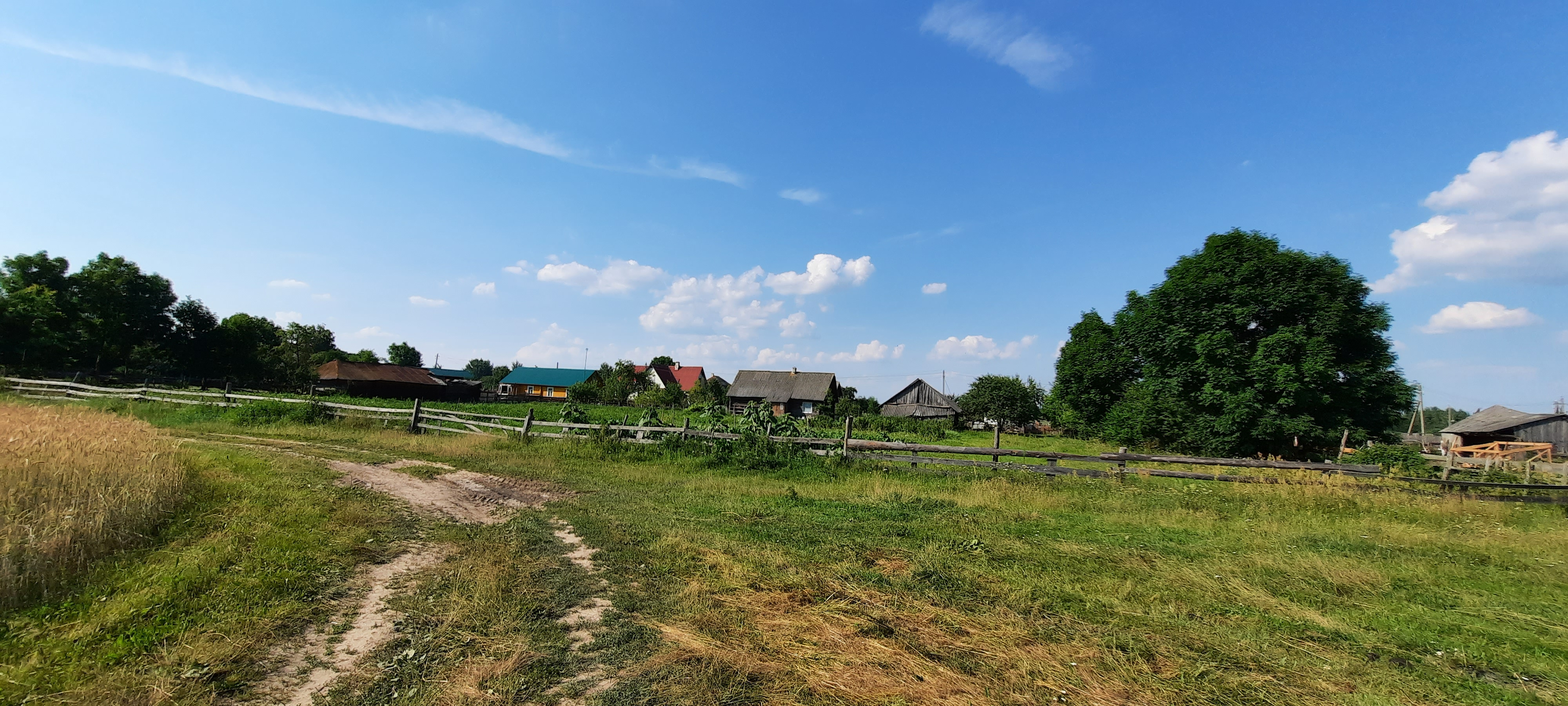
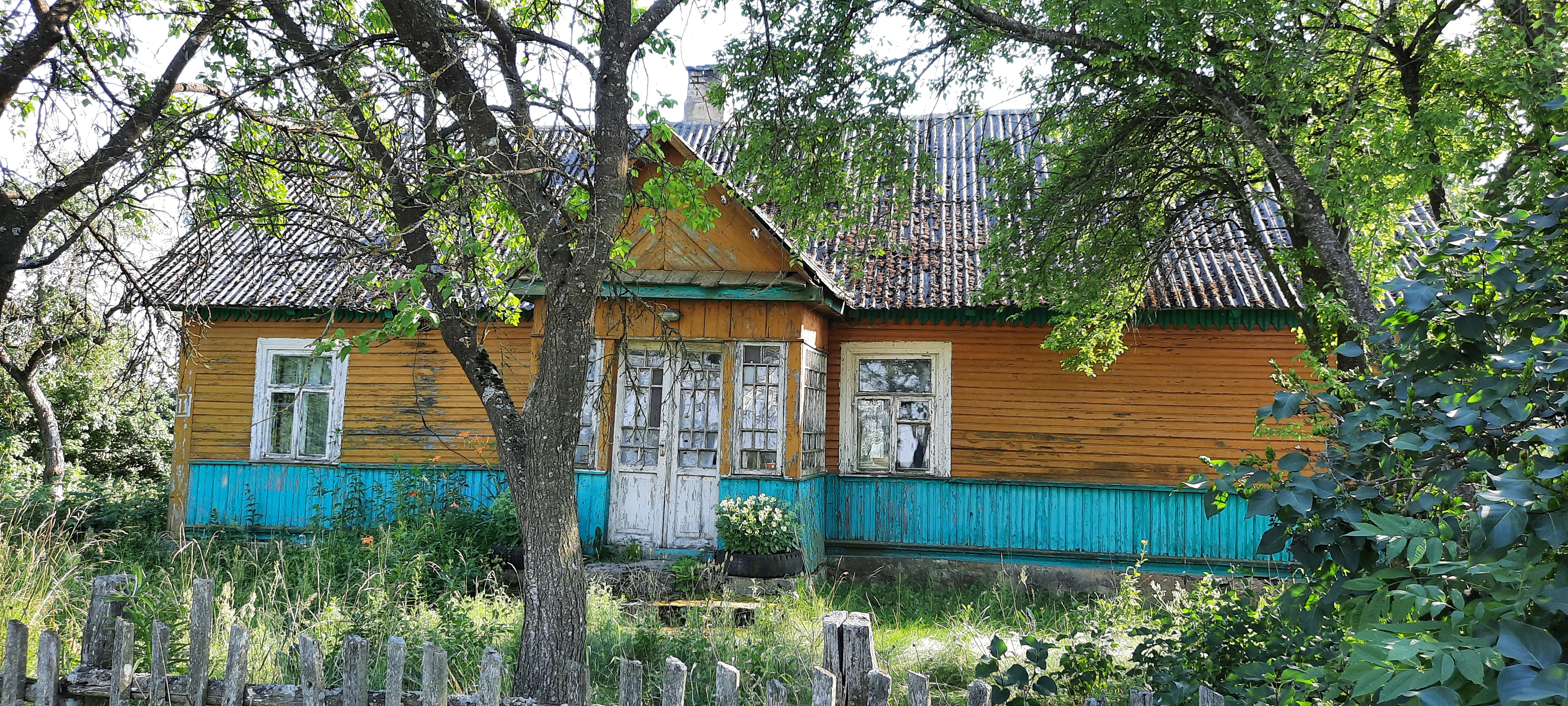